# Trypanothion
Le trypanothion est un peptide de faible poids moléculaire constitué de deux résidus de glutathion relié entre eux par un résidu de spermidine, une polyamine, dans une structure cyclique. Sa structure a été confirmée par synthèse chimique. On le retrouve dans des protozoaires flagellés tels que Leishmania et Trypanosoma. Ces parasites sont responsables de la leishmaniose, de la maladie du sommeil et de la maladie de Chagas. Ce composé est spécifique aux kinétoplastidés mais est également présent chez d'autres protozoaires parasitiques tels qu’Entamoeba histolytica. Le trypanothion joue un rôle extrêmement important dans la défense contre le stress oxydant. Comme cette molécule n'existe pas chez l'homme et est essentiel à la survie des parasites, les enzymes qui fabriquent et utilisent cette molécules sont des cibles thérapeutiques de choix dans la recherche de nouveaux traitements pour ces maladies. 

## Enzymes du trypanothion
Le trypanothion est au cœur du système antioxydant des parasites chez qui on le retrouve. En effet, ces espèces parasitaires ne possèdent pas les enzymes classiques de détoxification des dérivés réactifs de l'oxygène, comme la catalase. Ces organismes se reposent sur le trypanothion et les enzymes l'utilisant. On compte, entre autres, parmi celles-ci des réductases, des peroxydases, des glyoxalases et des transférases. 
La trypanothion disulfure réductase (TryR) est la première d'entre elles à avoir été découverte : il s'agit d'une flavoenzyme à NADPH qui catalyse la réduction du disulfure de trypanothion en trypanothion. Cette enzyme est spécifique aux parasites à trypanothion et est indispensable à leur survie à la fois in vitro et in vivo dans l'hôte humain.
La biosynthèse du trypanothion en deux étapes est assurée par une autre enzyme essentielle à la survive de ces parasites : la trypanothion synthétase, appartenant à la famille des ligases acide-ammoniaque.
La tryparédoxine peroxydase (TryP) est une peroxyrédoxine capable de réduire les péroxydes à partir d'électrons fournis soit par la tryparédoxine (TryX), une protéine redox intermédiaire, soit directement par le trypanothion. L'intervention du trypanothion dans ce métabolisme des peroxydes est particulièrement important pour ces organismes car ils sont dépourvus de catalase et d'enzyme équivalente à la thiorédoxine réductase. La trypanothion réductase est donc la seule voie susceptible de transmettre les électrons du NADPH à ces enzymes antioxydantes.

## Différences avec le glutathion
Les enzymes du trypanothion sont similaires aux enzymes utilisant le glutathion, mais elles diffèrent suffisamment pour que leur spécificité soit différente. Les deux substrats trypanothion et glutathion présentent tous deux des propriétés spécifiques expliquant la différence de spécificité entre leurs enzymes.
Le trypanothion (T(SH)2) est un zwitterion avec une charge nette de +1 à pH physiologique, tandis que le glutathion (GSH) a une charge nette de -1 et la forme oxydée du glutathion, le disulfure de glutathion (GSSG) a une charge nette de -2 à pH physiologique.
T(SH)2 est un bien meilleur réducteur que GSH, bien que les potentiels redox de ces thiols soient très similaires (-0,230 mV pour GSH et -0,242 mV pour T(SH)2). De par sa nature de dithiol, la liaison disulfure intramoléculaire du trypanothion est cinétiquement favorisée comparée à l'oxydation intermoléculaire du GSH. T(SH)2 est très réactif dans la réaction d'échange thiol-disulfure en raison du groupe amino-positif du pont de spermidine, et son thiol a un pKa de 7,4, proche du ph physiologique.
Le trypanothion est plus acide que le glutathion à pH physiologique. Ainsi le T(SH)2 existe plus en forme thiolate (15 %) que le GSH (1 %), et T(SH)2 est un meilleur nucléophile que GSH à pH 7,4. T(SH)2 reste un nucléophile efficace à pH 5,5, toujours plus efficace que GSH.